# 워싱턴역 (로스앤젤레스)
워싱턴(Washington)역은 로스앤젤레스 메트로의 A선역 중 하나이다.
이 역은 캘리포니아주 사우스로스앤젤레스에 있는 워싱턴 대로(Washington Boulevard)에서 이름을 따왔으며 롱비치 애비뉴(Long Beach Avenue) 와의 교차로 남쪽 중앙분리대에 위치하며 섬식 승강장을 갖추고 있다.
워싱턴 대로를 따라 북서-남동 방향으로 뻗어있던 파란선은 이 역에서 롱비치 애비뉴의 중앙분리대를 따라 남북방향으로 바뀐다.

### 역 구조
| 승강장 | A선                             | ← 버넌역 Vernon Station ← 다운타운 롱비치행 (종착점행)                       |
| 승강장 | 섬식 승강장, 왼쪽 출입문이 열림 |                                                                              |
| 승강장 | A선                             | → 샌피드로 스트리트역 San Pedro Street Station → 7번가/메트로센터행 (기점행) |

## 서비스

### 열차 운행 정보
A선 운행 시간은 매일 오전 4시부터 오전 1시 까지이다.

### 연결 가능한 대중교통
- 몬테벨로 트랜싯(Montebello Transit): 50

## 인근 역세권
- 제퍼슨 하이스쿨(Jefferson High School)